# Iwan Siwołap
Iwan Kuźmicz Siwołap (ros. Иван Кузьмич Сиволап, ur. 7 grudnia?/20 grudnia 1909 we wsi Petriwka w guberni chersońskiej, zm. 17 października 1968 w Moskwie) – radziecki polityk, minister przemysłu spożywczego ZSRR (1951-1953).

## Życiorys
W latach 1926–1927 agitator rejonowego komitetu Komsomołu, 1927-1929 kursant szkoły kooperatywnej związków zawodowych w Aleksandrii, 1929-1932 studiował w Kijowskim Instytucie Politechnicznym. Od 1931 propagandzista KC Komsomołu Ukrainy w obwodzie odeskim, 1932-1937 starszy pracownik naukowy i kierownik wydziału ekonomicznego Wszechzwiązkowego Instytutu Naukowo-Badawczego Przemysłu Spirytusowego, 1937-1940 zastępca szefa i szef Głównego Wydziału Ekonomicznego Ludowego Komisariatu Przemysłu Spożywczego ZSRR, 1940-1941 członek Rady Gospodarczej ds. Towarów Szerokiego Zapotrzebowania przy Radzie Komisarzy Ludowych ZSRR. 1941-1946 zastępca ludowego komisarza/ministra przemysłu spożywczego ZSRR, 1946-1947 zastępca ministra przemysłu używkowego ZSRR, 1947-1949 członek Biura ds. Przemysłu Spożywczego, 1949 I zastępca ministra przemysłu mięsno-mleczarskiego ZSRR, 1949-1951 I zastępca ministra, a od 26 kwietnia 1951 do 15 marca 1953 minister przemysłu spożywczego ZSRR. 1953-1956 I zastępca ministra towarów przemysłowych i spożywczych ZSRR, później pracował w Państwowym Komitecie Planowania ZSRR. Odznaczony Orderem Czerwonego Sztandaru Pracy. Pochowany na cmentarzu Nowodziewiczym.